# 겨울 나그네 (1963년 영화)
"겨울 나그네"는 1963년 공개된 대한민국의 영화이다.

## 배역
- 김진규
- 김지미
- 박암
- 이빈화
- 김희갑
- 방성자
- 이창호
- 박종화
- 서월영
- 정애란
- 성소민
- 정민
- 김숙일
- 전영선
- 최홍규
- 김미리
- 박동엽
- 안성기
- 전영희